# ریکاردو بوکالون
ریکاردو بوکالون (انگلیسی: Riccardo Bocalon؛ زادهٔ ۳ مارس ۱۹۸۹) بازیکن فوتبال اهل ایتالیا است.
از باشگاه‌هایی که در آن بازی کرده‌است می‌توان به باشگاه فوتبال اینتر میلان، باشگاه فوتبال کارپی، باشگاه فوتبال آلساندریا، باشگاه فوتبال کرمونزه، و باشگاه فوتبال ونتزیا اشاره کرد.